# Lesica (Międzylesie)

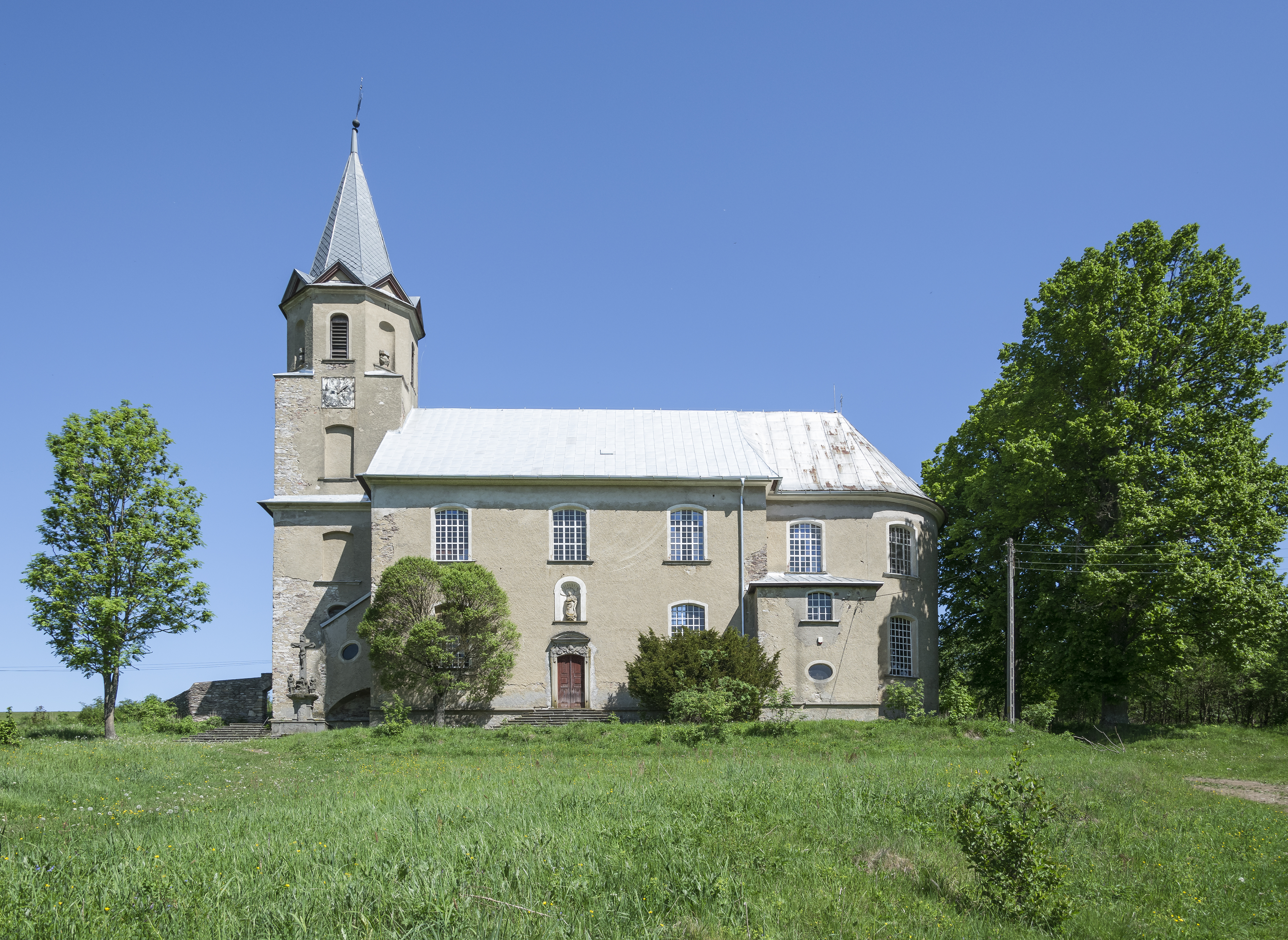
Lesica (Freiwalde) – Filialkirche St. Martin

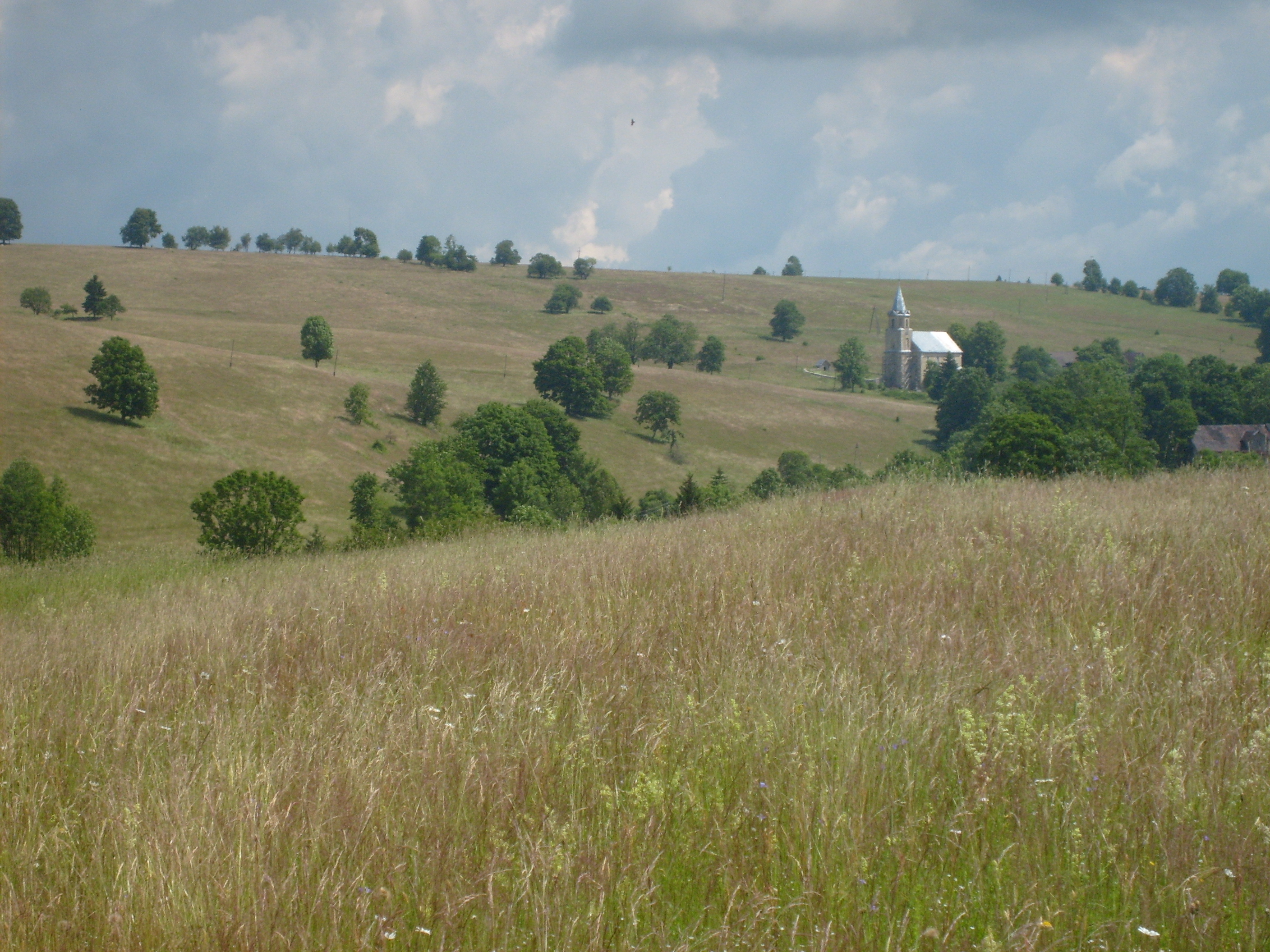

Lesica (deutsch: Freiwalde) ist ein Ort in der Stadt- und Landgemeinde Międzylesie im Powiat Kłodzki der Woiwodschaft Niederschlesien in Polen. Es liegt fünf Kilometer westlich von Międzylesie (Mittelwalde). 

## Geographie
Lesica liegt zwischen dem Habelschwerdter Gebirge und dem Adlergebirge im unteren Tal der Erlitz, die bis hierher die Grenze zu Tschechien bildet. Nachbarorte sind Różanka (Rosenthal) im Nordosten, Międzylesie im Osten, Kamieńczyk (Steinbach) und Czerwony Strumień (Rothflössel) im Südosten, das tschechische Bartošovice v Orlických horách (Barzdorf) im Westen und Niemojów (Marienthal) im Nordwesten. Südöstlich erhebt sich der 713 m hohe Bochniak (Salzkuppe).

## Geschichte
Freiwalde wurde 1570–1578 zusammen mit den benachbarten Ortschaften Marienthal und Stuhlseiffen auf landesherrlichem Grund von Leonhard von Veldhammer (auch Feldhammer, † 1583), dem Oberwaldmeister der Grafschaft Glatz, vermessen und angelegt und war im Besitz der Böhmischen Kammer. Es wurde zunächst als „Neurosenthal“ bezeichnet und gehörte zur Pfarrkirche von Böhmisch Petersdorf. Um 1600 wurde von den damals lutherischen Einwohnern des Dorfes eine Kirche aus Holz erbaut, die 1613–1624 vom lutherischen Pfarrer aus dem böhmischen Batzdorf (Bartošovice) betreut wurde. Anschließend diente sie als katholisches Gotteshaus und war als Filialkirche nach Ebersdorf gewidmet. Nach Wiedererrichtung der Pfarrei Rosenthal 1665 wurde sie dorthin zugewiesen.
Zusammen mit anderen Kammerdörfern im Distrikt Habelschwerdt erwarb Freiwalde 1684 der Glatzer Landeshauptmann Michael Wenzel von Althann, der aus den neu erworbenen Dorfschaften die Herrschaft Schnallenstein bildete, deren Hauptort Rosenthal war, wodurch sie auch als „Herrschaft Rosenthal“ bezeichnet wurde. Das Freiwalder Freirichtergut blieb weiterhin selbständig, fiel jedoch unter die Obergerichtsbarkeit des Dominiums. Mit Genehmigung des Prager Konsistoriums wurde an der Stelle der Holzkirche 1704 ein neues Gotteshaus aus Stein errichtet, das am 24. Oktober 1706 eingeweiht wurde und weiterhin Filialkirche von Rosenthal war.
Nach dem Ersten Schlesischen Krieg 1742 und endgültig mit dem Hubertusburger Frieden 1763 fiel Freiwalde zusammen mit der Grafschaft Glatz an Preußen. 1787–1797 legte Freiherr Michael von Stillfried, der damalige Besitzer der Herrschaft Schnallenstein/Rosenthal, auf ausgerodetem landesherrlichen Forstgrund nordwestlich von Freiwalde die „Kolonie Neuwalde“ an. Sie bestand aus 16 Häusern und gehörte zur Gemeinde Freiwalde.
Nach der Neugliederung Preußens gehörte Freiwalde ab 1815 zur Provinz Schlesien und war zunächst dem Landkreis Glatz eingegliedert. 1818 erfolgte die Umgliederung in den Landkreis Habelschwerdt, zu dem es bis 1945 gehörte. Nach einer Viehseuche wurde ab 1841 eine Leonhardi-Wallfahrt eingeführt. Ab 1874 gehörte die Landgemeinde Freiwalde zum Amtsbezirk Rosenthal. 1939 wurden 398 Einwohner gezählt.
Als Folge des Zweiten Weltkriegs fiel Freiwalde 1945 wie fast ganz Schlesien an Polen und wurde in Lesica umbenannt. Die deutsche Bevölkerung wurde vertrieben. Die neu angesiedelten Bewohner waren teilweise Zwangsumgesiedelte aus Ostpolen, das an die Sowjetunion gefallen war. Wegen der abgelegenen Grenzlage verließen jedoch in den nächsten Jahrzehnten viele Bewohner Lesica, so dass die Einwohnerzahl deutlich zurückging. 1975–1998 gehörte Lesica zur Woiwodschaft Wałbrzych.

## Sehenswürdigkeiten
- Die Filialkirche St. Martin (Kośćíoł Św. Marcina) wurde vom Maurermeister C. Kristen zusammen mit der Freiwalder Steinmetzwerkstatt errichtet. Das Deckengemälde ist von 1789. Das Seitenaltargemälde des hl. Leonhard schuf Hieronymus Richter. Auf dem Friedhofstor von 1706 befinden sich Skulpturen der hll. Barbara und Maria.
- Ruine der ehemaligen Freirichterei
- Bildstock mit der hl. Dreifaltigkeit

## Persönlichkeiten
- Ernst Strecke (1820–1885), katholischer Geistlicher und Reichstagsabgeordneter